# Pi Herculis
Pi Herculis (π Her, π Herculis) è una stella situata nella costellazione di Ercole, distante 370 anni luce dal sistema solare. Di magnitudine apparente +3,16, nonostante abbia ricevuto la lettera greca π, è la quarta stella più luminosa della costellazione.

## Osservazione
Si tratta di una stella situata nell'emisfero celeste boreale. La sua posizione moderatamente boreale fa sì che questa stella sia osservabile specialmente dall'emisfero nord, in cui si mostra alta nel cielo nella fascia temperata; dall'emisfero australe la sua osservazione risulta invece più penalizzata, specialmente al di fuori della sua fascia tropicale. Essendo di magnitudine 3,16, la si può osservare anche dai piccoli centri urbani senza difficoltà, sebbene un cielo non eccessivamente inquinato sia maggiormente indicato per la sua individuazione.
Il periodo migliore per la sua osservazione nel cielo serale ricade nei mesi compresi fra aprile e ottobre; nell'emisfero nord è visibile anche per un periodo maggiore, grazie alla declinazione boreale della stella, mentre nell'emisfero sud può essere osservata solo durante i mesi d'inizio estate australi.

## Caratteristiche fisiche
Pi Herculis è una gigante brillante arancione di tipo spettrale K3II; possiede una massa 4,5 volte quella del Sole ed un raggio stimato da 55 a 72 volte quello solare, mentre l'età è stimata essere circa 140 milioni di anni. Ha una luminosità 1500 volte e oltre quella solare, ed una magnitudine assoluta di -2,15.
La velocità di rotazione è molto bassa e misura circa 15 km/s, così come la metallicità e l'abbondanza di magnesio, che si calcolano essere rispettivamente [Fe/H]=-0,07 e [Mg/Fe]=-0,08.

## Sistema planetario?
Piccole variazioni della velocità radiale della stella con periodi di 613 giorni hanno suggerito la presenza di un compagno substellare. Se così fosse, probabilmente si tratterebbe di una nana bruna di almeno 27 masse gioviane distante 3 UA dalla stella principale. L'ipotesi dell'oggetto substellare non è stata confermata e resta solo una possibile causa del cambiamento della velocità radiale di Pi Herculis.